# Ново-Сергиевка
Ново-Сергиевка — село в Александро-Невском районе Рязанской области, входит в состав Каширинского сельского поселения.

## Географическое положение
Село расположено на автодороге 61К-006 Рязань — Ряжск — Александро-Невский в 7 км на северо-запад от центра поселения посёлка Каширин и в 8 км на север от райцентра посёлка Александро-Невский.

## История
Деревянная Сергиевская церковь в селе построена была в 1847 году и освящена 11 ноября того же года. К 1917 году храм и колокольня были крыты железом и крепки строением. Престол в церкви был один во имя преподобного Сергия Радонежского. В селе была церковно-приходская школа, в которой обучалось 33 мальчика и 17 девочек. Церковно-приходская школа помещалась в собственном доме. Каменный храм был заложен в 1904 году и освящён в 1922 году. Оба храма однопрестольные, с одним алтарем, освящены в честь преподобного Сергия Радонежского. В 1940 году оба храма были закрыты. Деревянный храм использовали под школу, а каменный храм заняли под зернохранилище. В 1953 году во время пожара в каменном храме сгорели кровля и деревянный верх колокольни, рухнули купола и кресты.
В 1996 году Приход был возрожден.
В XIX — начале XX века село входило в состав Шереметевской волости Раненбургского уезда Рязанской губернии. В 1906 году в селе было 104 двора.
С 1929 года село являлось центром Новосергиевского сельсовета Новодеревенского района Рязанского округа Московской области, с 1937 года — в составе Рязанской области, с 2005 года — в составе Каширинского сельского поселения.

## Население
| 1859 | 1897 | 1906 | 2010 | 2023 |
| ---- | ---- | ---- | ---- | ---- |
| 763  | ↘762 | ↗890 | ↘101 | ↗124 |

## Достопримечательности
В селе расположена действующая Церковь Сергия Радонежского (1922).